# Nicolas Barral
Nicolas Barral (Parijs, 22 december 1966) is een Frans stripauteur. Hij tekent zowel in een realistische als in een meer humoristische stijl

## Carrière
Barral studeerde de richting stripverhaal in Angoulême. Hij publiceerde korte strips in het stripblad Fluide Glacial alvorens zijn eerste lange strips te maken op scenario van Christophe Gibelin. Samen maakten ze tussen 1996 en 2000 drie strips van Vleugels van lood. Met scenarist Pierre Veys maakte Barral twee parodieën op detectiveverhalen: Baker Street naar de figuur Sherlock Holmes en Philip en Francis naar de klassieke, Belgische strip Blake en Mortimer. Omdat hij thuis was in het tekenen van de jaren 1950 (in Vleugels van lood en Philip en Francis) werd Barral door uitgeverij Casterman gevraagd om de stripreeks Nestor Burma, begonnen door Tardi en overgenomen door Emmanuel Moynot, verder te zetten. Barral, die fan is van Tardi en van schrijver Léo Malet op wiens detectiveverhalen de stripreeks is gebaseerd, zegde toe. Hij ging hiervoor op verkenning op verschillende plaatsen in Parijs en verwerkte in zijn strip ook zijn voorliefde voor Franse misdaadfilms uit de jaren 1950.
Barral werkte ook als scenarist voor tekenaar Olivier TaDuc voor de stripreeks Mon pépé est un fantôme.